# Edmond Pognon
Edmond Pognon (* 4. April 1911 in Toul; † 28. September 2007 in Paris) war ein französischer Bibliothekar und Mediävist.
Edmond Pognon war der Sohn des Brigadegenerals Félix-Étienne Pognon (1881–1976). Er studierte an der École nationale des chartes und schloss seine Ausbildung 1934 mit einer Arbeit über Jacques de Révigny, jurisconsulte à Orléans, entre 1260 et 1289 ab. 1935 wurde er Mitarbeiter der Bibliothèque nationale de France, in der er sein gesamtes Berufsleben (mit Ausnahme der Jahre der deutschen Besetzung Frankreichs) verbrachte. Im November 1944 wechselte er ins Département des Estampes der Nationalbibliothek, wurde hier 1952 Konservator, 1964 Conservateur en chef. 1976 wurde er pensioniert. 1968 wurde er Offizier des Ordre national du Mérite und 1976 Ritter des Ordre des Arts et des Lettres.
Edmond Pognon organisierte eine Reihe von Ausstellungen, darunter zum Herzog von Saint-Simon (1955 und 1976), zu Manon Lescaut (1963) und Kopernikus (1973). Als Mediävist und Spezialist für die Zeit um das Jahr 1000 publizierte er L’An Mille (1947), Hugues Capet, roi de France (1967), La vie quotidienne en l’An Mille (1981), Hugues Capet, qui t’a fait roi? (1987).